# Globus imperial

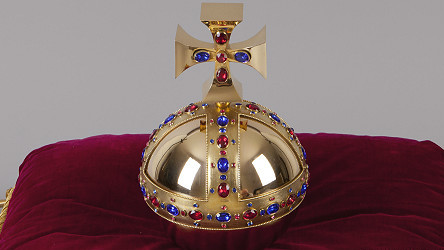
Globus Imperial

El globus imperial o orbe imperial (llatí medieval: globus cruciger, ‘globus que porta una creu’; alemany: Reichsapfel, ‘poma imperial’) és una figura esfèrica coronada d'una creu. Era una de les insígnies dels emperadors romans d'Orient i dels emperadors del Sacre Imperi Romanogermànic. També l'utilitzaren altres emperadors, com el de Rússia o el rei d'Anglaterra com a emperador de l'Imperi Britànic que era.
Amb el pas del temps, l'acabaren adoptant diversos reis com a insígnia, per bé que originàriament, no els corresponia l'ús d'aquesta insígnia imperial. L'adopció d'aquesta insígnia imperial per part de certs reis obligà a modificar-ne el simbolisme o interpretació simbòlica.
En el cas de la Corona d'Aragó, sembla que el va introduir el rei Anfós o Alfons el Benigne. Ramon Muntaner l'esmenta en el marc de la seva coronació (vegeu a sota). Pere III, el Cerimoniós, també l'esmenta en el marc de la seva Crònica:
Dissabte aprés, que fo festa de Nadal, nós cavalcam per la vila amb les insígnies reial, ço és, daumàtica, corona, estola e maniple, e lo pom e lo ceptre
A la Genealogia del Casal d'Aragó, un rotlle genealògic confeccionat vers el 1400 al monestir de Poblet, el pom hi apareix com a insígnia de tots els monarques de la casa d'Aragó.
La interpretació simbòlica del globus crucíger, per tant, fou, com a mínim, triple: la interpretació originària com a orbe del món sotmès al domini de l'emperador; la interpretació reial, per la qual l'orbe es reinterpretava com a símbol del conjunt de regnes d'un mateix sobirà, i, finalment, la interpretació cristina. Segons aquesta última, es tracta d'un símbol cristià usat a l'edat mitjana en monedes, escuts, en la iconografia i les insígnies reials dels reis d'Aragó com els ceptres, en fites, etc. i representa el domini de Crist (la creu) sobre el món (l'esfera).
El globus crucíger sol representar-se dividit en tres camps, els quals simbolitzen els tres continents medievals del món: Àsia, Europa i Àfrica.
En heràldica s'anomena tradicionalment en català món. A l'Edat Mitjana, el globus i el ceptre reial dels monarques catalans rebien el nom de pom i verga respectivament. Ramon Muntaner descriu així les insígnies d'Anfós d'Aragó el dia de la seva coronació:
E la verga era d'aur, e havia tota hora bé tres pams de llonc, e al cap de la verga hi havia un robís, lo pus bell que anc fos vist, e bé tant gros, com un ou de gallina. E lo pom era d'aur, e havia al cap una flor d'aur ab peres precioses, e sobre la flor una creu molt ricament ordenada de peres precioses (i el ceptre era d'or i feia ben bé tres pams de llarg, i a l'extrem superior del ceptre hi havia un robí, el més bell que mai s'hagi vist, i ben bé tan gros com un ou de gallina. El pom també era d'or, amb una flor d'or a l'extrem, plena de pedres precioses, i, damunt la flor hi havia una creu molt ricament adornada amb pedres precioses)

## Història

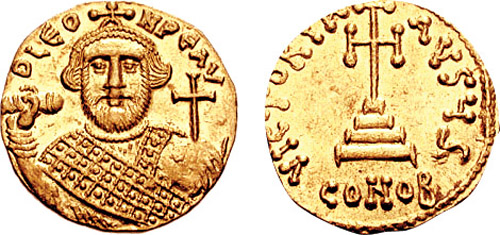
Globus imperial en una moneda de Lleonci, emperador romà d'Orient (el globus és a la mà de l'emperador)

El primer ús conegut d'aquest símbol es remunta al final del segle iv o començament del V, probablement entre els anys 395 i 408, al revers de les monedes de l'emperador Arcadi, però amb tota seguretat és a partir del 423, a les monedes de l'emperador Teodosi.
El simbolisme visual de tenir el món a la mà o, de manera més evident, sota el peu, era un clar missatge des de l'antiguitat pagana. Els ciutadans romans estaven familiaritzats amb l'esfera com a representació del món i del domini de l'emperador sobre ell: per exemple, en una moneda del segle iv hi figura l'emperador Constantí amb una esfera a la mà; en una moneda del segle ii, de l'època d'Hadrià, es veu la deessa Salus aguantant l'esfera sota un peu.
Amb la difusió del cristianisme al segle v, a l'esfera s'hi va afegir la creu per simbolitzar el domini del Déu cristià sobre el món. Pels cristians, la presència del globus cruciger en les insígnies imperials representava el fet que l'emperador governava el món per voluntat divina. Entre els pagans, la creu per damunt l'esfera significava el triomf de la cristiandat al món.
Si bé l'esfera representava el món sencer, l'ús del globus imperial es va difondre entre tots els governants cristians, fins i tot entre aquells dels regnes més petits. També s'utilitzava en les representacions d'éssers celestials com els arcàngels. Durant l'edat mitjana es va difondre en monedes i en la iconografia i les insígnies reials. D'altra banda, era present damunt la tiara papal, ja que el papa era considerat «pare dels prínceps i reis, rector del món i vicari de Crist a la terra». Entre altres usos curiosos, el globus imperial corona, per exemple, els perrons, erigits al centre de cada bona vila del principat de Lieja.
La simbologia de l'orbe a l'Edat Mitjana catalana es desprèn d'aquest fragment de la Crònica de Ramon Muntaner:
E la verga significa justícia que deu tenir sobre totes coses, que així com la verga és llonga e tesa, e la verga bat e castiga, així la justícia castiga que·ls malvats no gosen fer mal, e·ls bons se'n milloren de llurs condicions. E lo pom significa que així com ell té lo pom en la sua mà, que los seus regnes té en la mà e en poder seu; e pus Déu los hi ha comenats, que·ls defena e·ls reja e·ls govern ab veritat, ab justícia e ab misericòrdia e que no consenta que null hom ne per si ne per altri los faça tort negú. E així lo dit serventesc entés bé lo dit senyor rei e la sentència que porta; e si a Déu plau ell ho metrà en obra en tal manera que tot lo món ne serà pagat: així li'n do Déu gràcia (el ceptre significa la justícia que ell ha de guardar sempre per damunt de tot, perquè, així com la verga és llarga i rígida i pega i castiga, així també castiga la justícia a fi que els malvats no gosin fer mal i els bons millorin llur condició. El pom significa que així com ell el té amb la mà, també té els seus regnes en la seva mà i en el seu poder i, ja que Déu els hi ha encomanats, [convé] que els defensi, regeixi i governi amb veritat, justícia i misericòrdia, i no consenti pas que ningú, ni per ell mateix ni per altri, els faci cap tort. Comprengué bé el senyor rei l'esmentat sirventès i el missatge que portava; i, si a Déu plau, ell ho durà a terme de tal manera que tothom n'estarà content i satisfet: que Déu li doni la seva gràcia per a aconseguir-ho)

## Galeria d'imatges

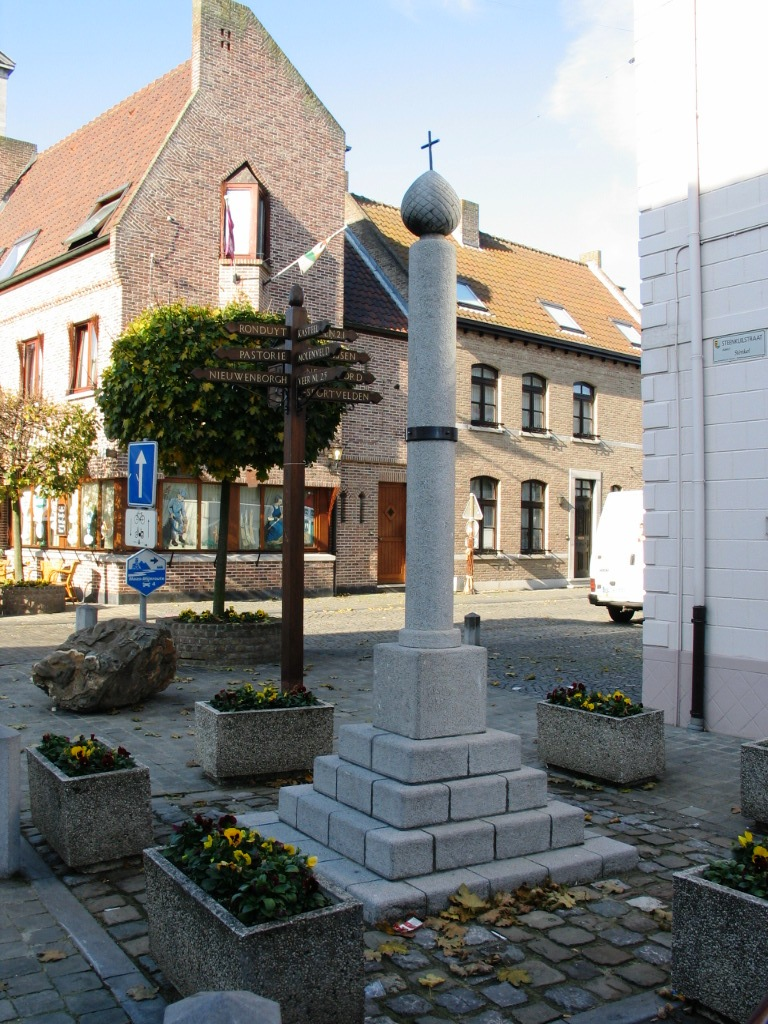
El perron de la bona vila de Stokkem amb el globus imperial al capdamunt
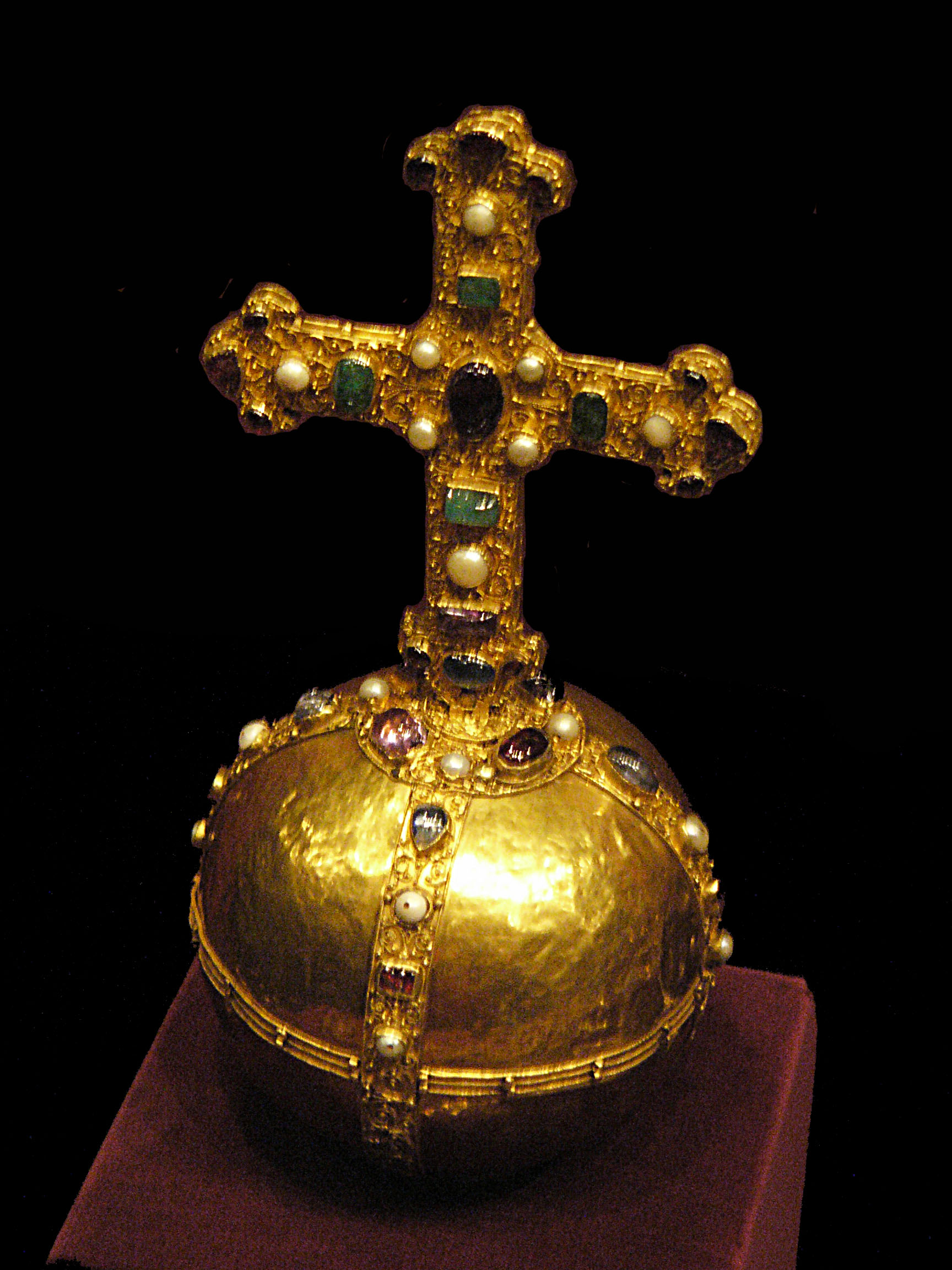
El globus imperial del Sacre Imperi Romanogermànic
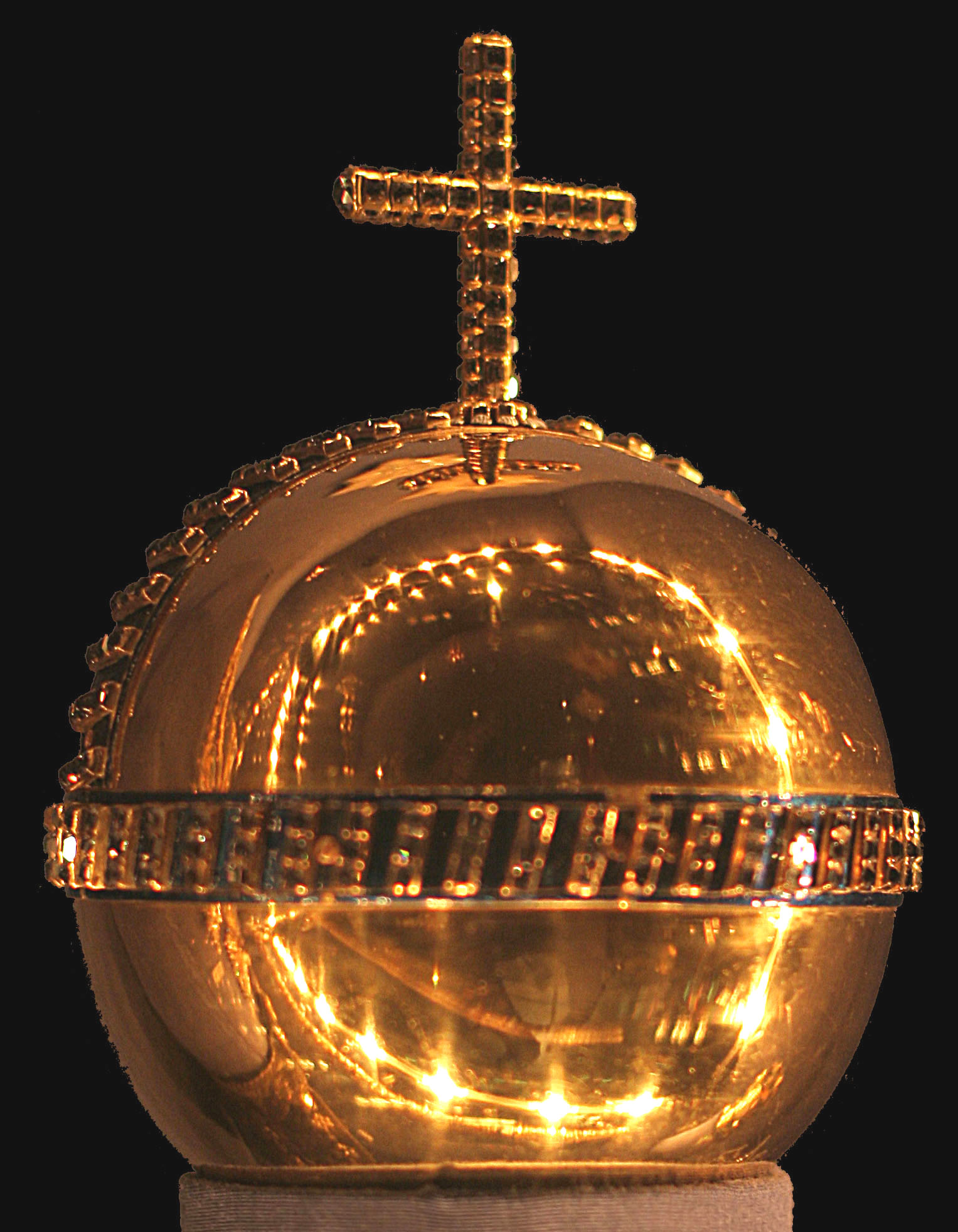
El globus danès
Escut de Nackenheim (Renània-Palatinat)
Escut d'Aidlingen (Baden-Württemberg)
Escut de Lieja (Bèlgica): perron coronat d'un globus
Escut d'Albatàrrec (Segrià)
Escut de Monistrol de Montserrat (Bages)

## Remarques
1. ↑  Cf. Charles Du Fresne Du Cange, et G. A. Louis Henschel, et Pierre Carpenter, et Léopold Favre, et Johann Christoph Adelung: Glossarium mediae et infimae latinitatis. Niort: L. Favre, 1883. Tercer tom, pàg. 380
2. ↑  El pom apareix co
3. ↑  Pere el Cerimoniós: Crònica. A cura d'Anna Cortadellas. Pròleg de J. N. Hillgarth. Barcelona: Edicions 62, 1995. Capítol 200, pàg. 173.
4. ↑  Diccionari català-valencià-balear, sub voce pom 2.: “Bolla d'or o d'altre metall preciós que els reis portaven en la mà com a emblema de poder suprem; cast. pomo, globo. Ab la corona en testa e ab lo pom an la mà destra e ab la verga en la mà sinistra, ab vestidures reyals, anà-se'n cavalcant al palau, Muntaner Cròn., c. 185. En la man dreta ceptre e en la sinistra pom reyal tenga, Ordin. Pal. 208. Tinent en lo cap la corona e en la mà dreta lo ceptre e en l'esquerra lo pom, doc. a. 1394 (Botet Mon. iii, 362). Lo septre us veig en mà dreta portar, | en l'altra part lo pom d'or qui denota | lo mon subdit, Bernat Miquel (Cançon. Univ. 22).”. Versió online consutable a: http://dcvb.iec.cat/.
5. ↑  Ramon Muntaner: Crònica. Capítol 297: Coronació del Rei Anfós el Benigne d'Aragó.
6. ↑  Ramon Muntaner: Crònica. Capítol 298.